# 小行星2499
小行星2499（2499 Brunk）是一颗绕太阳运转的小行星，为主小行星带小行星。该小行星于1978年11月7日发现。
該小行星以美國天文學家威廉·E·布倫克命名。

## 轨道参数
小行星2499的轨道半长轴为3.1049363 UA，离心率为0.122。